# Ángel Fernández Pérez
Ángel Fernández Pérez (El Astillero, 16 settembre 1988) è un pallamanista spagnolo, ala del Torrelavega e della nazionale spagnola.